# Hugo von Kottwitz

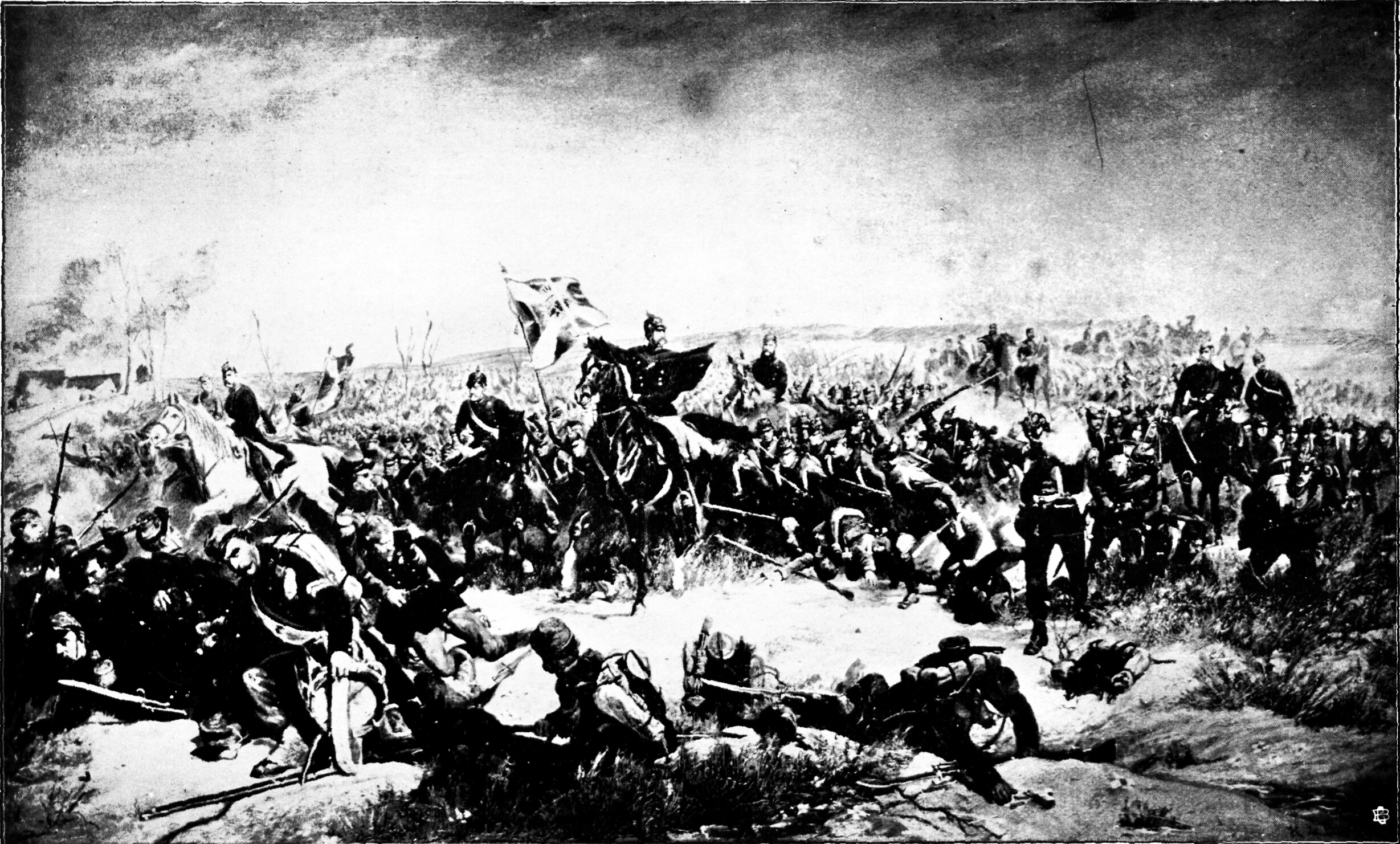
Batallón de fusileros en la batalla de Loigny.

Hugo Karl Ernst barón von Kottwitz (6 de enero de 1815, Wahlstatt - 13 de mayo de 1897, Stuttgart) fue un General de Infantería prusiano.

## Biografía

### Origen
Era hijo de Karl Emil Rudolf barón von Kottwitz (1785-1857) y de su esposa Auguste, de soltera von Birckhahn (1791-1863).

### Carrera militar
Kottwitz se unió al 11.º Regimiento de Granaderos del Ejército prusiano en Breslau el día de su 17.º aniversario. Permanece en este regimiento hasta que es nombrado comandante del 17.º Regimiento de Infantería como teniente-coronel el 3 de abril de 1866, antes de la guerra austro-prusiana. Su regimiento formaba parte del Ejército del Elba y se distinguió en la batalla de Sadowa tomando parte en el asalto con suceso sobre el bosque de Bor, ocupado por tropas sajonas. Por esto, recibió la Orden del Águila Roja de 3.ª clase con espadas.
Durante toda la duración de la campaña en ocasión de la guerra contra Francia, Kottwitz es nombrado comandante de la 33.ª Brigada de Infantería. Esta comprende el 75.º Regimiento de Infantería de Bremen y el 76.º Regimiento de Infantería de Hamburgo. La brigada está subordinada a la 17.ª División de Infantería y formaba parte del 8.º Cuerpo de Ejército bajo el mando del gran duque de Mecklemburgo-Schwerin. Kottwitz participó en los sitios de Metz, Toul y de París. En noviembre de 1870 formó parte del avance alemán hacia Le Mans. El ataque de su brigada tuvo éxito sobre Loigny y la confirmación posterior de esta posición es uno de los factores decisivos de la victoria en la batalla de Loigny y Poupry el 2 de diciembre de 1870. Después de la conquista de Orleans, participa en la victoria decisiva sobre el Ejército del Loira en Le Mans.
El día de la batalla de Loigny, el 2 de diciembre de 1870, se presentó por la mañana ante el batallón de fusileros del 76.º Regimiento de Infantería y lo exhortó a "¡acordarse de la valentía de los Hanseáticos!" El batallón dirigió su ataque hacia el norte mientras que los otros batallones se tornaron hacia Loigny. Este choque sorprendió tanto a los franceses que fueron alcanzados por su flanco. Huyeron por la villa de Fougeu pero fueron igualmente cazados. Cuando el 3.º batallón del 76.º Regimiento de Infantería se convirtió más tarde en el 162.º Regimiento de Infantería de Lübeck, este acontecimiento, y el general Kottwitz del que formaba parte, constituyó un mito de identidad del regimiento de Lübeck.
Confirmado en su puesto de comandante de la 33.ª Brigada de Infantería tras el fin de la guerra, Kottwitz fue transferido a los oficiales del ejército con el grado de comandante de división el 13 de julio de 1874 y destacado en Wurtemberg. Encargado por primera vez del mando de la 26.ª División de Infantería en Stuttgart, Kottwitz fue nombrado comandante el 23 de julio de 1874 y, con este título, promovido a teniente general el 18 de enero de 1875. El 22 de diciembre de 1877, relevado de su mando en Wurtemberg, se convierte finalmente en comandante de la 1.ª División de Infantería en Königsberg, que Kottwitz comandó hasta el 4 de febrero de 1878. Después fue retirado siendo condecorado con la Orden del Águila Roja de primera clase con hojas de roble y espadas.
En ocasión del 25.º aniversario de la batalla de Loigny y Poupry, Guillermo II le concedió el carácter de general de infantería el 2 de diciembre de 1895. Kottwitz era caballero honorario de la Orden de San Juan. Es enterrado en el cementerio de Praga de Stuttgart.

### Familia
Kottwitz se casó con Alwine Adelaide Rosalie Charlotte von Eicke (1819-1892) el 26 de octubre de 1839. Tuvieron dos hijos del matrimonio:
- Hugo Karl Alfred Eugen (1840-1885), capitán casado el 26 de mayo de 1869 con Helene baronesa von Kottwitz (nacida en 1850) de la casa de Cossar.
- Alfred Kurt Ludwig (nacido en 1849) casado en 1882 con Clara Luise Karoline Schnabel (nacida en 1861).